# Mestosoma marthae
Mestosoma marthae är en mångfotingart som först beskrevs av Christoph D. Schubart 1939.  Mestosoma marthae ingår i släktet Mestosoma och familjen orangeridubbelfotingar. Inga underarter finns listade i Catalogue of Life.